# 1295 pr. n. št.

## Rojstva
- Adadnirari I., asirski kralj († 1264 pr. n. št.)